# Verticillium albo-atrum
Espèce
Synonymes
- Verticillium albo-atrum var. caespitosum Wollenw.[2]
- Verticillium albo-atrum var. tuberosum Rudolphi[2]

Verticillium albo-atrum est une espèce de champignons ascomycètes de la famille des Plectosphaerellaceae, à répartition cosmopolite.
Ce champignon phytopathogène provoque chez ses diverses plantes-hôtes des symptômes de jaunisse appelée flétrissure verticillienne ou verticilliose.
Ce champignon vivant dans le sol  a une répartition cosmopolite, mais les attaques les plus graves se produisent dans les régions tempérées, à des températures comprises entre 20 et 25 °C.
La température optimale pour le développement de Verticillium albo-atrum est de 21 °C et le développement cesse au-dessus de 30 °C.
Parmi les hôtes principaux figurent la luzerne, le houblon et le coton.

## Symptômes
Les symptômes de la flétrissure verticillienne  varient quelque peu selon les hôtes, et aucun n'est absolument caractéristique. On retrouve cependant chez tous les hôtes des symptômes de chlorose et nécrose foliaires prématurées et de décoloration vasculaire des tiges et des racines. Ces symptômes vont du jaunissement et de la  défoliation de quelques branches jusqu'au flétrissement massif de la plante tout entière. Le bord des feuilles tend à s'enrouler vers l'intérieur et le flétrissement foliaire s'ensuit. Les symptômes de flétrissement sont plus évidents lors des journées chaudes et ensoleillées. Dans les cas d'infection sévère, le feuillage brunit. On peut observer une décoloration du tissu vasculaire en faisant une coupe longitudinale des feuilles. Une infestation importante par Verticillium albo-atrum peut entraîner  la mort de l'hôte,.